# Combretum stylesii
Combretum stylesii är en tvåhjärtbladig växtart som beskrevs av O.Maurin, Jordaan och A.E.van Wyk. Combretum stylesii ingår i släktet Combretum och familjen Combretaceae. Inga underarter finns listade i Catalogue of Life.